# Johann Christian Erxleben

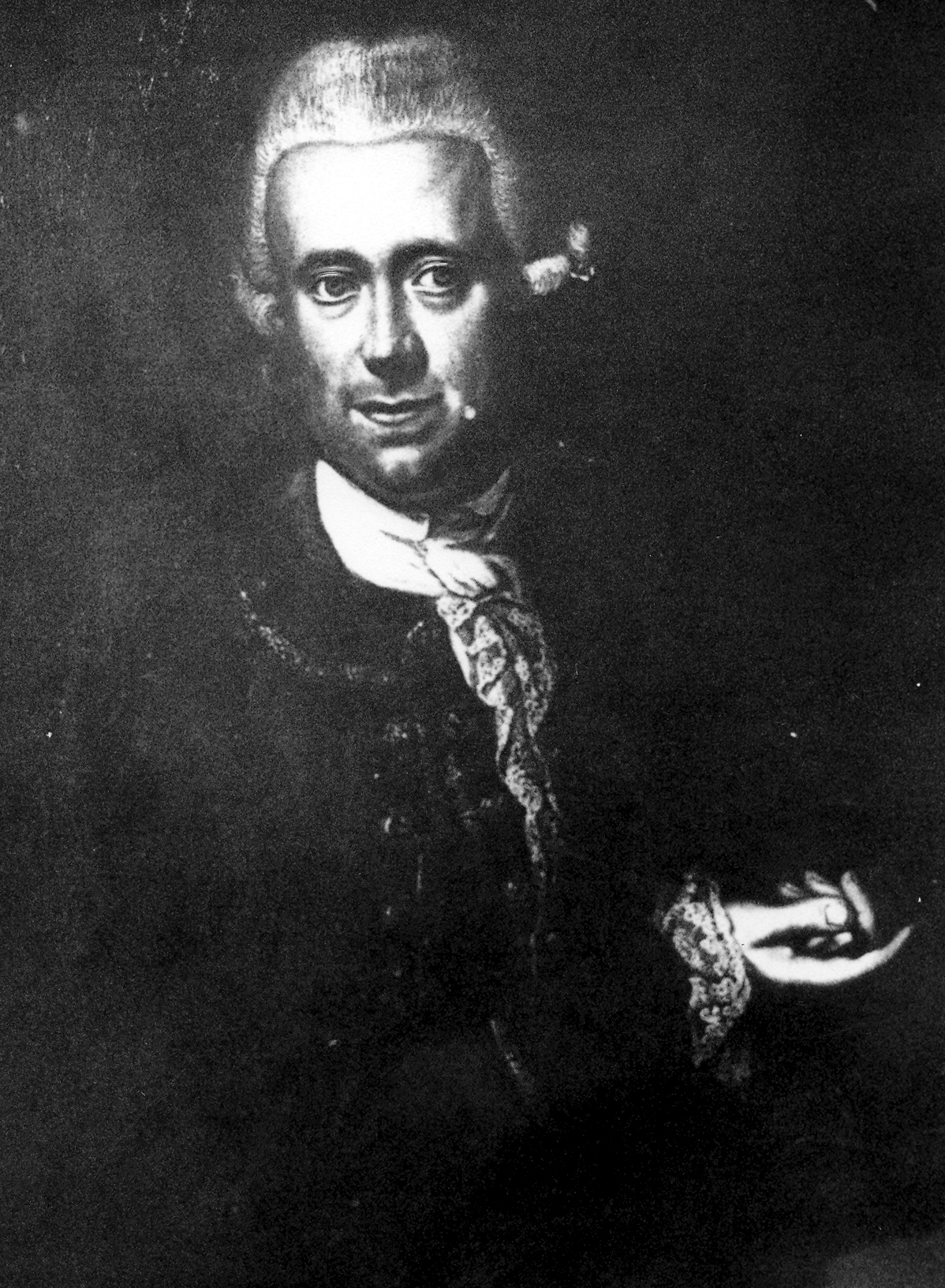
Johann Christian Erxleben.

Johann Christian Polycarp Erxleben, född 22 juni 1744, död 18 augusti 1777, var en tysk vetenskapsman och veterinär. Han sysslade bland annat med fysik, kemi, mineralogi och naturhistoria. Han var son till Dorothea Erxleben, den första kvinna i Tyskland som promoverades till medicine doktor.
Erxleben studerade vid universitetet i Göttingen och blev senare professor för fysik och djurmedicin. Bland Erxlebens skrifter blev "Anfangsgründe der Naturlehre" känd. Efter Erxlebens död fortsatte Georg Christoph Lichtenberg hans arbete.